# Le Quartier
Le Quartier ist eine französische Gemeinde mit 216 Einwohnern (Stand 1. Januar 2022) im Département Puy-de-Dôme in der Region Auvergne-Rhône-Alpes (vor 2016 Auvergne). Sie gehört zum Arrondissement Riom und zum Kanton Saint-Éloy-les-Mines. 

## Lage
Le Quartier liegt etwa 37 Kilometer nordwestlich von Riom und etwa 50 Kilometer nordwestlich von Clermont-Ferrand. Umgeben wird Le Quartier von den  Nachbargemeinden La Crouzille im Norden, Youx im Norden und Osten, Teilhet im Osten und Südosten, Gouttières im Süden, La Cellette im Südwesten, Pionsat im Westen sowie Virlet im Nordwesten.

## Bevölkerungsentwicklung
| Jahr                       | 1962 | 1968 | 1975 | 1982 | 1990 | 1999 | 2006 | 2013 | 2020 |
| Einwohner                  | 521  | 512  | 411  | 329  | 275  | 226  | 221  | 207  | 215  |
| Quellen: Cassini und INSEE |      |      |      |      |      |      |      |      |      |

## Sehenswürdigkeiten
- Kirche Saint-Saturnin aus dem 12. Jahrhundert

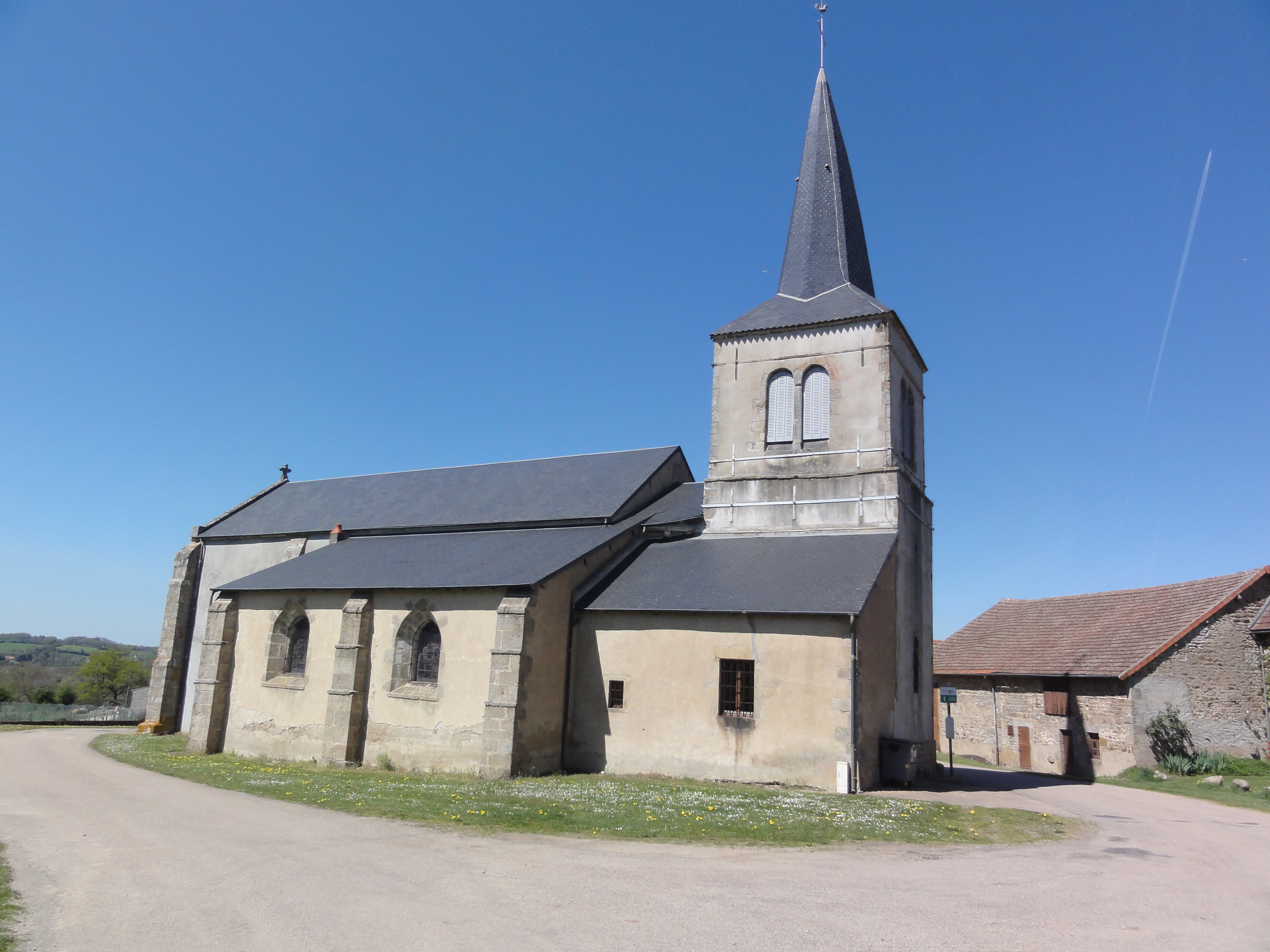
Kirche Saint-Saturnin